# Gustaaf Van Cauter
Gustaaf (Staf) Van Cauter (nascido em 31 de março de 1948) é um ex-ciclista de estrada belga. Representou seu país, Bélgica, na corrida de 100 km contrarrelógio por equipes nos Jogos Olímpicos de Verão de 1972. A equipe belga terminou na quarta posição.